# Sames (Asturias)
Sames es un lugar de la parroquia de Mian, capital del concejo asturiano de Amieva, en España.
Tiene una población de 71 habitantes y se encuentra en la ladera oeste de la sierra de Amieva, en la margen derecha del río Sella. Situado a una altitud media de 220 metros sobre el nivel del mar, se accede a él mediante una carretera que parte de Precendi. Dista 82 kilómetros de Oviedo, la capital del Principado.
Sames ha visto como su influencia descendía desde la construcción de la N-625, que favoreció a los pueblos de Precendi y Santillán, en donde se encuentran en la actualidad la mayor parte de los servicios municipales.
Las principales fiestas de la localidad se celebran el 13 de junio, San Antonio, y el primer sábado de julio, La Santina.
A los habitantes de Sames se los conoce tanto por el gentilicio de peludos, meluyos o "sametos".

## Arte
Destaca la iglesia de Santa María de Mián, el edificio religioso más antiguo del concejo que se conserva hoy en día situado a un kilómetro del pueblo. Esta iglesia fue construida junto a un dolmen, como lo fueron las de La Santa Cruz y la de Abamia en el municipio de Cangas de Onís. El domen de Mián fue destruido en el siglo XIX víctima de estudios arqueológicos.